# Jesse James (film uit 1939)
Jesse James is een Amerikaanse western uit 1939 onder regie van Henry King. Destijds werd de film in Nederland uitgebracht onder de titel Jesse James, de wreker.

## Verhaal
Na de Amerikaanse Burgeroorlog weigeren de gebroeders Frank en Jesse James hun grondgebied te verkopen aan de vertegenwoordigers van een spoorwegmaatschappij. Na hun zoveelste weigering om te verkopen wordt de boerderij in brand gestoken. Hun moeder blijft achter in die brand. Omdat Jesse wraak neemt door de verantwoordelijke dood te schieten, worden de beide broers vogelvrij verklaard. Ze zien zich genoodzaakt om onder te duiken en ze besluiten om voortaan in hun levensonderhoud te voorzien door treinen te beroven. Er wordt een beloning ter waarde van 5000 dollar uitgeloofd voor de broers.

## Rolverdeling
| Acteur              | Personage         |
| ------------------- | ----------------- |
| Tyrone Power        | Jesse James       |
| Henry Fonda         | Frank James       |
| Nancy Kelly         | Zerelda           |
| Randolph Scott      | Will Wright       |
| Henry Hull          | Rufus Cobb        |
| Slim Summerville    | Gevangenbewaarder |
| J. Edward Bromberg  | Mijnheer Runyan   |
| Brian Donlevy       | Barshee           |
| John Carradine      | Bob Ford          |
| Donald Meek         | McCoy             |
| Johnny Russell      | Jesse James jr.   |
| Jane Darwell        | Mevrouw Samuels   |
| Charles Tannen      | Charles Ford      |
| Claire Du Brey      | Mevrouw Ford      |
| Willard Robertson   | Clarke            |
| Harold Goodwin      | Bill              |
| Ernest Whitman      | Pinkie            |
| Eddy Waller         | Hulpsheriff       |
| Paul E. Burns       | Hank              |
| Spencer Charters    | Dominee           |
| Arthur Aylesworth   | Tom Colson        |
| Charles Middleton   | Arts              |
| Charles Halton      | Heywood           |
| George Chandler     | Roy               |
| Harry Tyler         | Boer              |
| Virginia Brissac    | Boerin            |
| Edward LeSaint      | Rechter Rankin    |
| John Elliott        | Rechter Mathews   |
| Erville Alderson    | Oude sheriff      |
| George P. Breakston | Boerenjongen      |
| Lon Chaney jr.      | Bendelid          |